# Динистор
Динисторът представлява тиристор без управляващ електрод.

## Структура
Динисторът има 4-слойна структура от два P и два N кристала (подредени последователно P1 N1 P2 N2). Тези 4 кристала формират три P-N прехода. Анодът на динистора е оформен на кристала P1, а катодът е на N2. Динисторът представлява всъщност тиристор без управляващ електрод.

## Свойства
Динисторът може да пропуска електрически ток, само ако е свързан във верига в права посока. При ниски напрежения обаче не протича ток. Трябва да се приложи дадено напрежение (различно за различните видове динистори), което да „отпуши“ елемента и през веригата да започне да протича ток. След това единственият начин да се „запуши“ динистора, е чрез прекъсване на веригата или чрез подаване на обратно напрежение.